# Henrik Thrap-Meyer
Henrik Thrap-Meyer, född den 31 juli 1833 i Bergen, död den 29 december 1910 i Kristiania (nuvarande Oslo), var en norsk arkitekt som utbildades vid Polytechnicum i Hannover och Zürich mellan 1855 och 1860. Han var därefter lärare vid Bergens Tegneskole 1860–1863 och började sedan arbeta på lantmäterikontoret i Kristiania. Vid sidan om utförde han även egna uppdrag, först i huvudstaden, men sedan även ute i landet. Victoriaterrassen i Oslo räknas som hans huvudverk. Tharp-Meyer gjorde även ritningarna till de norska avdelningarna vid världsutställningarna i Wien 1873, Philiadelphia 1876 och Paris 1878.

## Verk i urval
- 1862–1863 – Hønefoss fängelse[2]
- 1864 – Aars och Voss skola

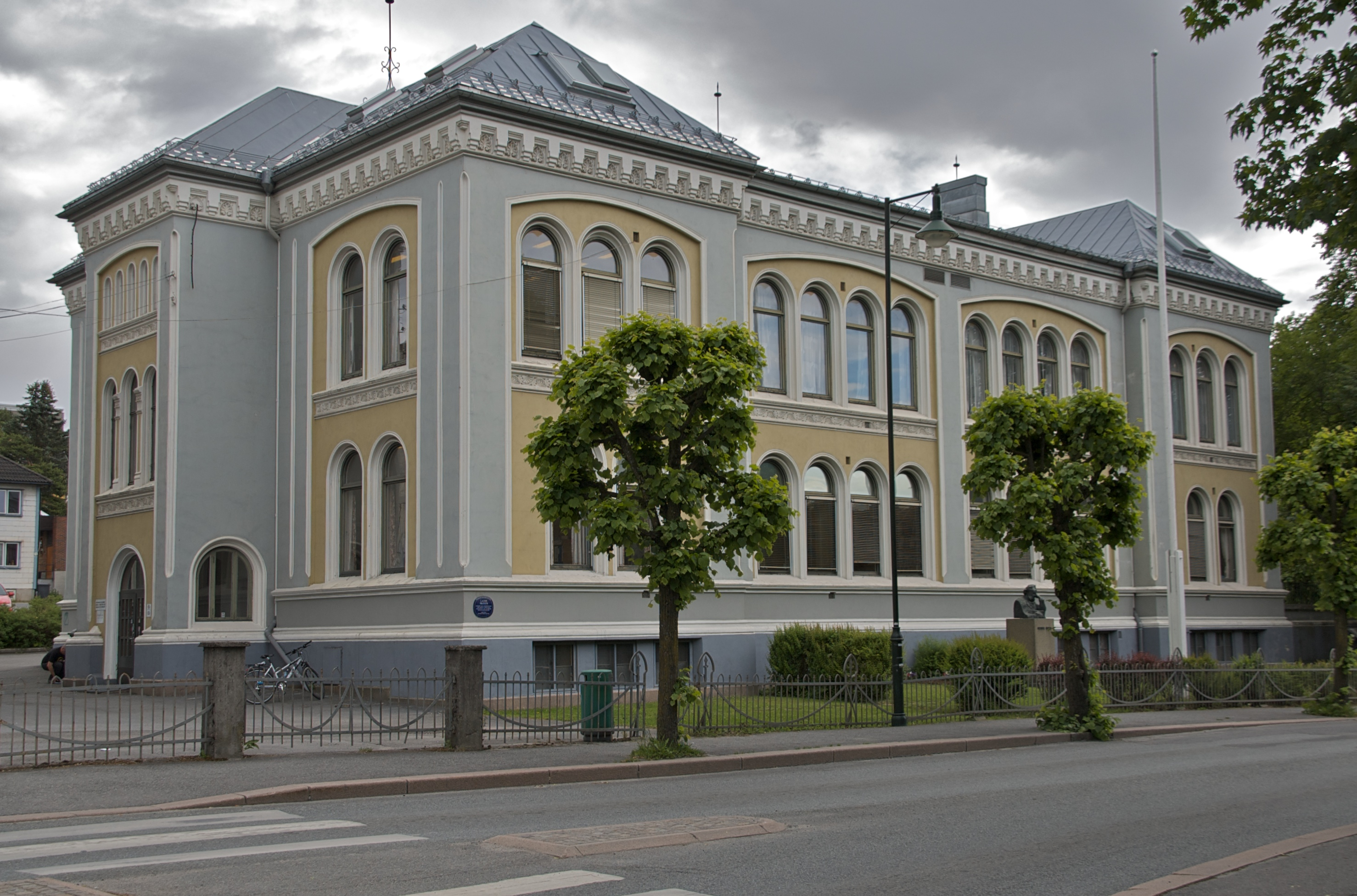
Skiens latinskola

- 1870-talet – Akrevillan, disponentvilla vid sågverket i Skåre, i Sverige
- 1871 – Ruseløkka skola[3]
- 1872–1875 – Seiersten skola
- 1873 – Vaterlands folkskola
- 1875 – Rød herrgård (ny västflygel)
- 1878–1883 – Skiens latinskola
- 1881–1890 Victoriaterrassen inklusive Ruseløkkbasarerna
- 1885 – Kurbadet på Akersgata i Oslo
- 1899–1902 – Kirkelund skola

### Kyrkor

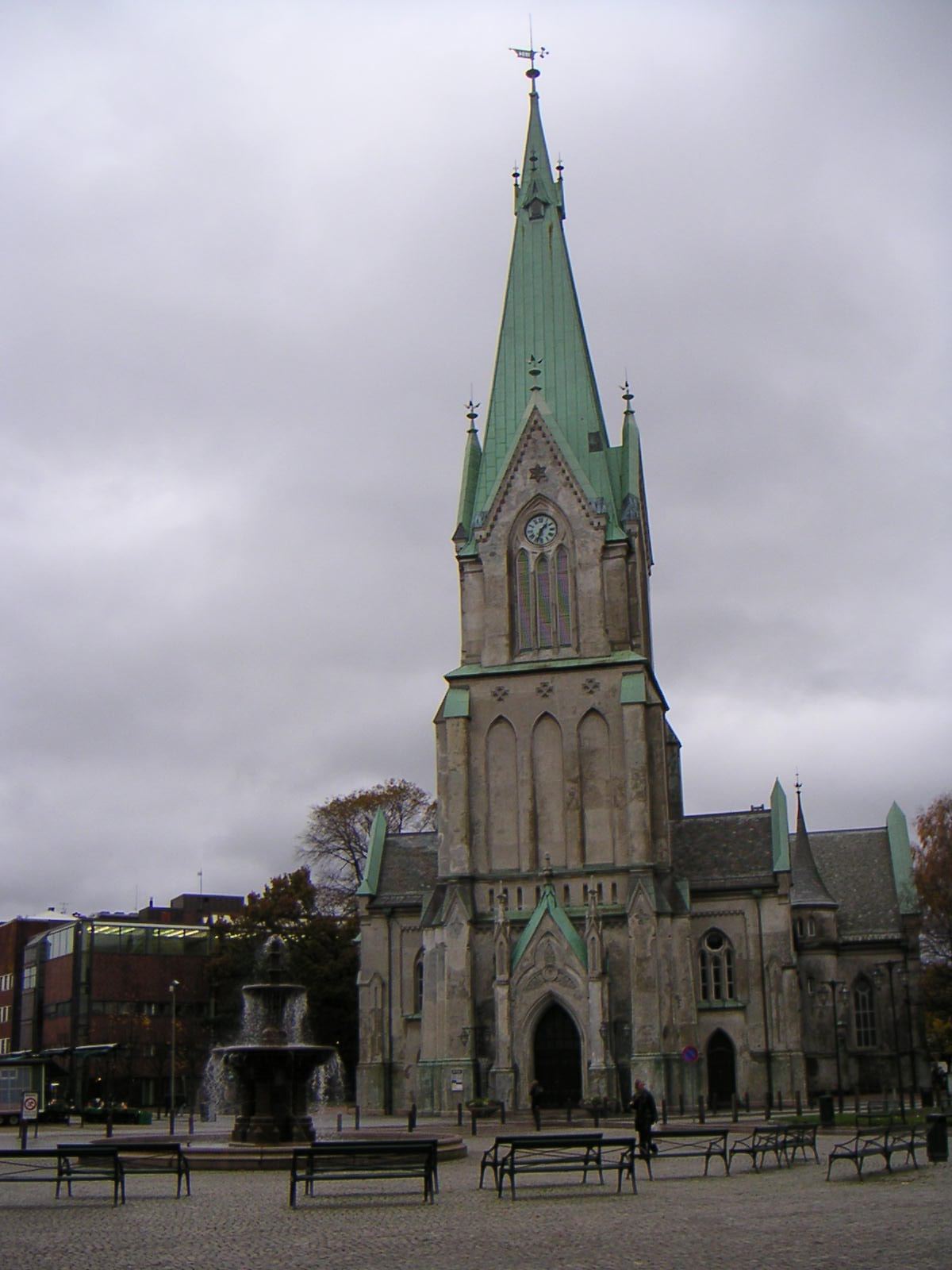
Kristiansands domkyrka

Henrik Thrap-Meyer var också arkitekt för flera kyrkor i tegel eller trä och i nygotisk stil.
- 1853 – Glemmens nya kyrka[4]
- 1877 – Onsøy kyrka[5]
- 1881 – Grimstads kyrka[6]
- 1882 – Lillehammers kyrka[7]
- 1883–1884 – Oslos biskopsgård[8]
- 1885 – Kristiansands domkyrka[9]
- 1889 – Lillesands kyrka[10]